# Eudonia balanopis
Eudonia balanopis là một loài bướm đêm thuộc họ Crambidae. Nó là loài đặc hữu của Oahu, Molokai và Hawaii.